# Obiettivi Canon EF 400mm
L'obiettivo EF 400mm è un super-teleobiettivo prodotto da Canon Inc.. L'obiettivo ha un attacco EF ed è quindi compatibile con macchine fotografiche reflex della serie EOS.
Canon attualmente produce tre ottiche fisse da 400mm di lunghezza focale che si differenziano per l'apertura del diaframma. In particolare abbiamo:
- EF 400mm f/2.8L IS USM (non più prodotto) e EF 400mm f/2.8L IS II USM (in produzione dalla fine del 2011)
- EF 400mm f/4 DO IS USM
- EF 400mm f/5.6L USM

Il 400mm f/2.8L IS USM è l'obiettivo di categoria più elevata e quindi dei tre il più costoso. Quest'ottica è largamente impiegata nella fotografia sportiva e naturalistica.
Durante la seconda metà del 2010 ne è stata annunciata la versione II (come per l'altrettanto prestigioso EF 300mm f/2.8L IS USM), ma la commercializzazione definitiva, prevista inizialmente per il primo trimestre 2011, era stata posticipata alla fine dello stesso anno, per ragioni relative alla linea di produzione a cui poi si sono aggiunti ulteriori ritardi a seguito del disastroso terremoto che ha colpito il Giappone nel marzo 2011. Ad oggi la versione II dell'f/2.8 è l'unica prodotta.
Rispetto alla prima versione, il nuovo modello pesa 3850 grammi e monta una versione più recente ed efficace del meccanismo di stabilizzazione. 
Il 400mm f/4 DO IS USM è uno dei soli due obiettivi Canon dotati di elementi ottici diffrattivi (l'altro è l'EF 70-300mm). L'uso di questi elementi fa sì che l'obiettivo sia significativamente più leggero, a costo però di una parziale perdita di qualità dell'immagine.
Il 400mm f/5.6L IS è il più economico della serie dei 400mm. Essendo la massima apertura del diaframma a 5.6, questo obiettivo è relativamente "buio" è ciò lo rende meno usabile nelle situazioni di scarsa luminosità, come in prima mattina o durante la sera.
Tutte queste tre ottiche sono compatibili con i moltiplicatori Canon Extender EF.
| Attributo                        | f/2.8L IS USM   | f/4 DO USM      | f/5.6L USM |
| -------------------------------- | --------------- | --------------- | ---------- |
| Foto                             |                 |                 |            |
| Caratteristiche principali       |                 |                 |            |
| Stabilizzatore d'immagine        | Sì              | Sì              | No         |
| Motore ultrasonico               | Sì              | Sì              | Sì         |
| Obiettivi serie L                | Sì              | No              | Sì         |
| Elementi ottici diffrattivi      | No              | Sì              | No         |
| Macro                            | No              | No              | No         |
| Dati tecnici                     |                 |                 |            |
| Massima apertura                 | 2.8             | 4.0             | 5.6        |
| Apertura minima                  | 32              | 32              | 32         |
| Gruppi/elementi                  | 13/17           | 13/17           | 6/7        |
| N. di lamelle del diaframma      | 8               | 8               | 8          |
| Minima distanza di messa a fuoco | 3 m             | 3.5 m           | 3.5 m      |
| Ingrandimento max.               | 0.15            | 0.12            | 0.12       |
| Angolo di campo orizzontale      | 5°10'           | 5°10'           | 5°10'      |
| Angolo di campo verticale        | 3°30'           | 3°30'           | 3°30'      |
| Angolo di campo diagonale        | 6°10'           | 6°10'           | 6°10'      |
| Dati fisici                      |                 |                 |            |
| Peso                             | 5.370 g         | 1.940 g         | 1.250 g    |
| Diametro massimo                 | 163 mm          | 128 mm          | 90 mm      |
| Lunghezza                        | 349 mm          | 232.7 mm        | 256.5 mm   |
| Diametro del filtro              | 52 mm (drop-in) | 52 mm (drop-in) | 77 mm      |
| Storia                           |                 |                 |            |
| Data di rilascio                 | 1999            | 2001            | 1993       |